# Agostinho de Monte Alverne
Frei Agostinho de Monte Alverne O.F.M. (Ribeira Grande, 11 de janeiro de 1629 — Ribeira Grande, 1726), frequentemente grafado como Agostinho de Mont'Alverne ou Agostinho de Montalverne, foi um religioso da Ordem dos Frades Menores e historiador açoriano.

## Biografia
Natural da então vila da Ribeira Grande, foi frade franciscano da Província de Sã João Evangelista, que compreendia todas as ilhas dos Açores. Viveu e trabalhou na ilha de São Miguel, no Convento de São Francisco da sua vila natal, onde foi guardião.
Deixou uma obra manuscripta intitulada Chronica da Província de S. João Evangelista das Ilhas dos Açores, em que se dá relação como foram descobertas as ilhas de S. Miguel e Santa Maria, e da creação de suas villas e cidades, com suas ermidas, freguesias [...], cujo original autógrafo, dividido em três partes, encadernado em dois volumes de fólio pequeno, pertence à Biblioteca Pública e Arquivo Regional de Ponta Delgada.
A obra, editada com o título de Crónicas da Província de S. João Evangelista das Ilhas dos Açores, é uma das principais referências da historiografia açoriana. Escrita até 1695, conservou-se inédita por quase três séculos. A primeira edição da obra, em três volumes, ocorreu de 1960 a 1962.